# La Calatrava
La Calatrava (en catalán Sa Calatrava) es un barrio de Palma de Mallorca, Baleares, España.
Se encuentra delimitado por los barrios de Montesión, Sindicato, Foners, y la Zona Portuaria.
Contaba en el año 2007 con una población de 1.026 habitantes.
- Datos: Q6116389
- Multimedia: La Calatrava / Q6116389